# SG Wallau/Massenheim
Spielgemeinschaft Wallau/Massenheim (SG Wallau/Massenheim) är en handbollsklubb från Wallau i Hofheim, öster om Wiesbaden, i Tyskland. Den bildades den 1 augusti 1975 genom en sammanslagning av klubbarna TV Wallau och TuS Massenheim.
Klubben var mycket framgångsrik under 1990-talet. Bland annat blev man tyska mästare 1992 och 1993, tyska cupmästare 1993 och 1994 och IHF-cupmästare (nuvarande European League) 1992, efter att ha slagit SKA Minsk i finalen. 1993 gick man till final i Europacupen (nuvarande Champions League), men förlorade mot Badel 1862 Zagreb.
Efter ett antal konkurser på senare år var klubben från 2014 till 2019 verksam under namnet HSG Wallau/Massenheim. Den gick då ihop med TV Breckenheim och bildade HSG Breckenheim Wallau/Massenheim.

## Meriter
- Tyska mästare 1992 och 1993
- Tyska cupmästare 1993 och 1994
- IHF-cupmästare 1992

## Spelare i urval
- Markus Baur (1993–1997)
- Zoran Đorđić (1997–2005)
- Mike Fuhrig (1990–2004)
- Pascal Hens (1999–2003)
- Jan-Olaf Immel (–2005)
- Dominik Klein (2003–2005)
- Mikael Källman (1987–1996)
- Martin Schwalb (1990–1998)
- Stephan Schöne (1987–1995)
- Dmitrij Torgovanov (1996–1999)
- Frédéric Volle (1996–1998)

## Tränare i urval
- Horst Spengler (1983–1985)
- Velimir Kljaić (1989–1992, 1996–1998)
- Heiner Brand (1992–1993)
- Björn Jilsén (1994–1996)
- Kristján Arason (1996)
- Martin Schwalb (1998–2005)